# 274472 Pietà
274472 Pietà è un asteroide della fascia principale. Scoperto nel 2008, presenta un'orbita caratterizzata da un semiasse maggiore pari a 2,7213575 au e da un'eccentricità di 0,2269988, inclinata di 9,38566° rispetto all'eclittica.
L'asteroide era stato inizialmente battezzato 274472 Piet per poi essere modificato in 274472 Pietá e infine corretto nella denominazione attuale.
L'asteroide è dedicato alla Pietà vaticana, comunemente considerata il primo capolavoro michelangiolesco.